# Perijáglansstaartkolibrie
De perijáglansstaartkolibrie (Metallura iracunda) is een vogel uit de familie Trochilidae (kolibries). De vogel werd in mei 1942 door de Amerikaanse vogelkundige Melbourne Armstrong Carriker verzameld en in 1946 door zijn collega Alexander Wetmore geldig beschreven. Het is een bedreigde, endemische vogelsoort in het gebergte tussen Colombia en Venezuela.

## Kenmerken
Deze kolibrie is 10 cm lang en heeft een relatief korte, zwarte snavel en een roodachtige staart. Het mannetje is zwart met een groene metaalglans in het verenkleed, een heldergroene kruin en glanzend groene keelveren. Het vrouwtje is donkergroen van boven en licht roodbruin van onder met donkerder bruine stippen.

## Verspreiding en leefgebied
Deze soort komt voor in de Serranía del Perijá  op hoogten tussen de 2800 en 3200 meter voor zeeniveau in het grensgebied tussen Colombia en Venezuela. Het leefgebied is een bepaalde soort, half open vegetatie van kruiden, grassen en struiken op kalkbodems.

## Status
De perijaglansstaartkolibrie heeft een beperkt verspreidingsgebied en daardoor is de kans op uitsterven aanwezig. De grootte van de populatie is niet gekwantificeerd, maar het leefgebied is sterk versnipperd en daardoor is er voortdurend habitatverlies. Het leefgebied wordt aangetast door ontbossing en ongecontroleerde uitbreiding voor agrarisch gebruik, zoals beweiding en de illegale teelt van narcotica en verder mijnbouw. Om deze redenen staat deze soort als bedreigd op de Rode Lijst van de IUCN.